# بالونزاک
بالونزاک (به فرانسوی: Balanzac) یک کمون (فرانسه) در فرانسه است که در شرانت-ماریتیم واقع شده‌است. بالونزاک ۱۲٫۷۵ کیلومتر مربع مساحت دارد.